# Здобудь-Воля, Константин Яковлевич
Константи́н Яковлевич Блохи́н (Кость Здобу́дь-Воля) (10 (22) января 1875 — 9 февраля 1923) — офицер Русской императорской армии, капитан (1909), участник Русско-японской и Первой мировой войн; в 1918 году — военный деятель Украинской державы, полковник; в 1921—1922 годах — украинский повстанческий атаман, известный под псевдонимом «Здобудь-Воля».

## Биография
Из потомственных дворян Черниговской губернии, православного вероисповедания.
Родился в семье обер-офицера, в последствии — отставного майора (его родные братья, офицеры, — Борис Блохин (1877—1919) и Виктор Блохин (1882— не ранее 1918)).
Общее образование получил в Ярославле, в военной школе, реорганизованной в 1895 году в Ярославский кадетский корпус.

### Русский офицер
В военную службу вступил в 17 лет, в августе 1893 года, юнкером Чугуевского пехотного юнкерского училища, по окончании которого (по 2-му разряду) в звании подпрапорщика был определён на службу в 128-й пехотный Старооскольский полк, расквартированный в Заславле (Волынская губерния). В октябре 1896 года произведен в подпоручики.
В 1897 году был переведен в 173-й пехотный Каменецкий полк, окончательно сформированный в конце 1897 года в Каменце-Подольском (Подольская губерния).
В феврале 1899 года переведен в расквартированный в Кусары (Бакинская губерния) 4-й Кубанский пластунский батальон Кубанского казачьего войска, с переименованием в хорунжие, а в январе 1900 года переведен в 3-й Кубанский пластунский батальон (Темир-Хан-Шура, Дагестанская область), в котором служил и его брат Борис.
В июне 1901 года произведен в сотники.
Участник Русско-японской войны. Осенью 1904 года вместе с братом Борисом был переведен в 9-й Кубанский пластунский батальон 2-й Кубанской пластунской бригады, окончательно сформированной в ноябре 1904 года и отправленной в Маньчжурию, на театр военных действий, в состав 2-го Сводного стрелкового корпуса действующей армии. В 1905 году был произведен в подъесаулы
В октябре 1906 года переведен из расформированного 9-го Кубанского пластунского батальона в 29-й Восточно-Сибирский стрелковый полк (крепость Владивосток), с переименованием в штабс-капитаны (в 1910 году 29-й Восточно-Сибирский стрелковый полк, передислоцированный в Ачинск, был переименован в 29-й Сибирский стрелковый полк).
В августе 1909 года произведен в капитаны. Командовал 9-й ротой полка. Ежегодно в 1910—1913 годах аттестовался как отличный и выдающийся офицер, достойный выдвижению на должность командира батальона вне очереди. Был женат, имел двух сыновей и двух дочерей.
Участник Первой мировой войны. По объявлении мобилизации, 29-й Сибирский стрелковый полк в составе 8-й Сибирской стрелковой дивизии 3-го Сибирского армейского корпуса был переброшен с Ачинска на театр военных действий (в Царство Польское, на границу с Восточной Пруссией), в состав войск 10-й армии Северо-Западного фронта.
В конце 1914 года, командуя батальоном, капитан Блохин в тяжёлых оборонительных боях попал в плен к немцам. В 1915—1917 годах находился в Зальцведеле, в немецком лагере для военнопленных.
После подписания 27 января (9 февраля) 1918 года Брестского мирного соглашения, немецкое командование решило сформировать из военнопленных-украинцев две охранные дивизии, вооружить их и направить на Украину. Дивизии подчинялись германскому командовании, но были обмундированы в форму украинской армии нового образца, преимущественно тёмно-синего цвета, из-за чего получили прозвище «синие» или «синежупанники» (жупаны — старинное название верхней укороченной одежды).
Константин Блохин был организатором и командиром 2-го полка 1-й «синежупанной» дивизии. Местом дислокации полка на Украине было волынское село Голобы близ г. Ковеля. В середине марта 1918 года 2-й полк «синих» прибыл в Киев. В ночь на 27 апреля 1918 года немцы разоружили и затем демобилизовали всех «синих» воинов.

### Украинский офицер
В мае 1918 года Константин Блохин вступил в вооружённые силы Украинской державы Гетмана всея Украины Павла Скоропадского. Был произведен в чин полковника и в августе 1918 года назначен атаманом (на правах командира бригады) Отдельного Черноморского коша, временно дислоцированного в Бердичеве, — военизированного территориального казачьего формирования, предназначенного для действия на Кубани в интересах украинского государства.
В октябре 1918 года, за две недели до антигетманского восстания, был командирован в Екатеринодар на переговоры с кубанскими «самостийниками», сплочёнными вокруг Николая Рябовола, избранного 24 октября главой Кубанской краевой рады, однако в ноябре-декабре 1918 года политическая ситуация резко изменилась и, опасаясь быть репрессированным белогвардейцами, в начале 1919 года вернулся на Украину.
В дальнейшем Блохин служил в Галицкой армии, ставшей к осени 1919 года небоеспособной (из-за эпидемии тифа) и в ноябре 1919 года, подписав соответствующее соглашение, союзницей Вооружённых сил Юга России, а в феврале 1920 года перешла на сторону Красной армии (РККА) Советской России и была переформирована на Красную Украинскую Галицкую армию (КУГА), составную часть Красной армии РСФСР.
В марте 1920 года, в Одессе, Константин Блохин — командир куреня (батальона) выздоравливающих воинов КУГА.
Участник Советско-польской войны на стороне «красных». Командовал бригадой КУГА. Бригада эта подчинялась красному начдиву — тов. Осадчему. Потом «Галицкую бригаду» возглавил Виктор Сокира-Яхонтов, а Блохин был начальником её штаба.
Позже переведен в Харьков, в штаб Юго-Западного фронта РККА на должность инспектора для поручений. В конце 1920 года был уволен из Красной армии.

### Повстанческий атаман
В Харькове, тогдашней столице Украинской ССР, Константин Блохин пытался заниматься литературным трудом: писал статьи, стихи. Участвовал в литературном процессе, встречался с основоположником и теоретиком украинского футуризма, поэтом Михаилом Семенко и другими литераторами.
В начале 1921 года выехал из Харькова в Херсонскую губернию, где устроился на должность инструктора по внешкольному образованию. Начал интересоваться национальным повстанческим движением, используя псевдоним «Здобудь-Воля».
В начале сентября 1921 года встретился с атаманом Ильёй Ивановым. После того, как в начале 1922 года атамана выследили и убили сотрудники ЧК, отряд возглавил Платон Черненко (атаман Чёрный ворон). Кость Здобудь-Воля стал начальником штаба этого отряда.
Периодически он приезжал в Одессу, где создал подпольную организацию во главе с талантливым инженером Леонидом Мушкетом.
Весной 1922 года он принял участие в совещании атаманов, которое состоялось в районе Варваровки Криворожского уезда, на нём присутствовали представитель Правительства УНР, Шкляр-Сирко, атаманы Чёрный ворон, Гонта-Воинов и другие.
Здобудь-Воля вёл организационную работу среди населения Холодноярской республики. Налаживал связи с Главным атаманом Холодного Яра, Герасимом Нестеренко-Орлом. Национальное движение сопротивления имело значительную поддержку украинского населения.
Пытаясь ликвидировать подпольное повстанческое движение, в ЧК разработали ряд спецопераций по нейтрализации и захвату повстанческих лидеров. 29 сентября 1922 года чекисты на инспирированном «съезде атаманов» в Звенигородке арестовали Костю Здобудь-Волю вместе со многими деятелями Холодного Яра и Чёрного Леса.
Находясь в заключении, Здобудь-Воля хотел написать драму в пяти действиях. Обращался к Полномочному представителю ГПУ на Правобережной Украине, Ефиму Евдокимову, с просьбой выдать ему чернила и бумагу, но ответа не получил. 2 февраля 1923 года его приговорили к смертной казни.
9 февраля 1923 года 38 арестованных повстанческих атаманов, вместе с Костем Здобудь-Воля и другими ведущими украинскими военными деятелями, которые содержались в Лукьяновской тюрьме в Киеве, взбунтовались. Во время бунта Константин Блохин (Кость Здобудь-Воля) погиб в стычке с сотрудниками ГПУ.

## Награды
- Орден Святой Анны 4-й степени с надписью «За храбрость» (1905; утв. ВП от 17.06.1907), —  «за боевые отличия»
- Медаль «В память русско-японской войны» (1906)
- Орден Святого Станислава 3-й степени (06.12.1911; утв. ВП от 01.03.1912)
- Медаль «В память 300-летия царствования Дома Романовых» (1913)